# Ephrata (Pennsylvania)
Ephrata ist ein Borough mit 13.794 Einwohnern (Stand: Volkszählung 2020), das im Lancaster County im US-Bundesstaat Pennsylvania liegt.
Der Name der Stadt leitet sich vom biblischen Ort Efrata ab.

## Geografie
Ephrata liegt zwischen Lancaster (25 km südwestlich) und Reading (30 km nordöstlich). Die Gegend um Ephrata ist flach und für die Landwirtschaft geeignet. Die Fläche des Ortes beträgt 9,3 Quadratkilometer.

## Geschichte
Im Jahr 1900 lebten in Ephrata 2452 Menschen, im Jahr 1910 waren es 3192, und 1940 hatte der Ort 6199 Einwohner.
Überregional bekannt ist Ephrata vor allem durch das Ephrata Cloister, das ganz in der Nähe des historischen Stadtkerns gelegen ist. Es wurde 1732 von Johann Conrad Beissel (1690–1768), einem kurpfälzischen Pietisten aus Eberbach, als Zentrum einer religiösen Kommune gegründet. Das Doppelkloster für Männer und Frauen gehört zu den bemerkenswertesten Siedlungen des religiösen Utopismus. Aus dieser Ansiedlung entwickelte sich der Ort, der im August 1891 den Status eines Borough erhielt.

## Religion
In Ephrata gibt es angeblich die höchste amische Population ganz Amerikas.

## Bildung
Es gibt sowohl eine High School, eine Middle School und fünf Elementary Schools. Das Orchester der High School (Ephrata High School Orchestra) gilt als das beste des gesamten Staates. Die Ephrata High School ist außerdem als Sportschule angesehen.

## Besonderheiten
Neben zahlreichen Cafés und Restaurants hat die Stadt auch ein Kino. Eine weitere Attraktion ist der freitags stattfindende Wochenmarkt namens Green Dragon, auf dem Produkte der Bauern der Umgebung feilgeboten werden.
Auf dem Friedhof der „Bergstrasse Evangelical Church“ ist Richard D. „Dick“ Winters, bekannt als Mayor Richard Winters aus der Miniserie Band of Brothers beerdigt. Seine unauffällige Grabstelle liegt unmittelbar neben dem gut sichtbaren großen Grabstein der Familie Winters. Seit seiner Beerdigung im Januar 2011 zieht sein Grab Besucher aus aller Welt an, welche ihm die letzte Ehre erweisen wollen.

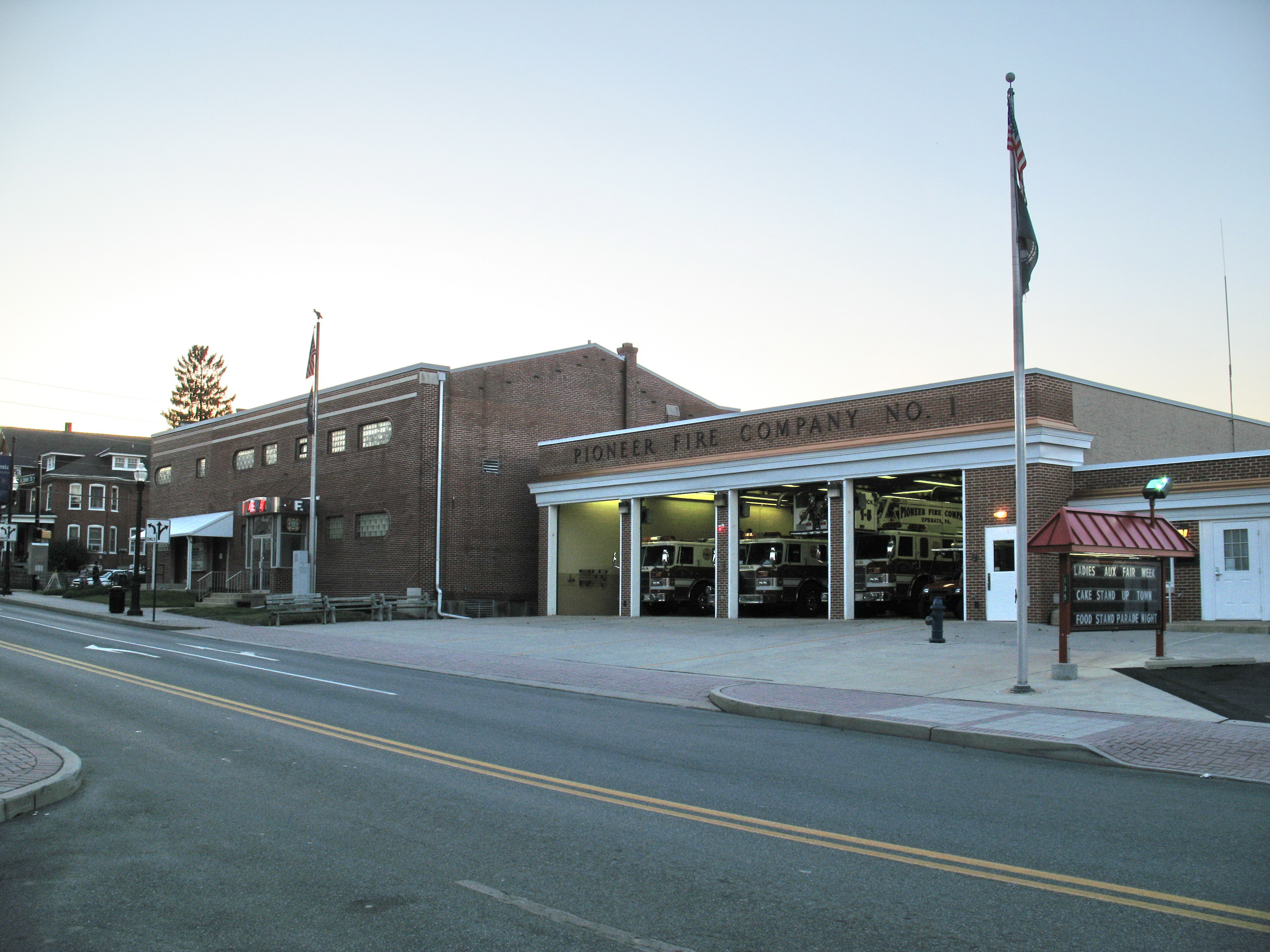
Feuerwehrhaus
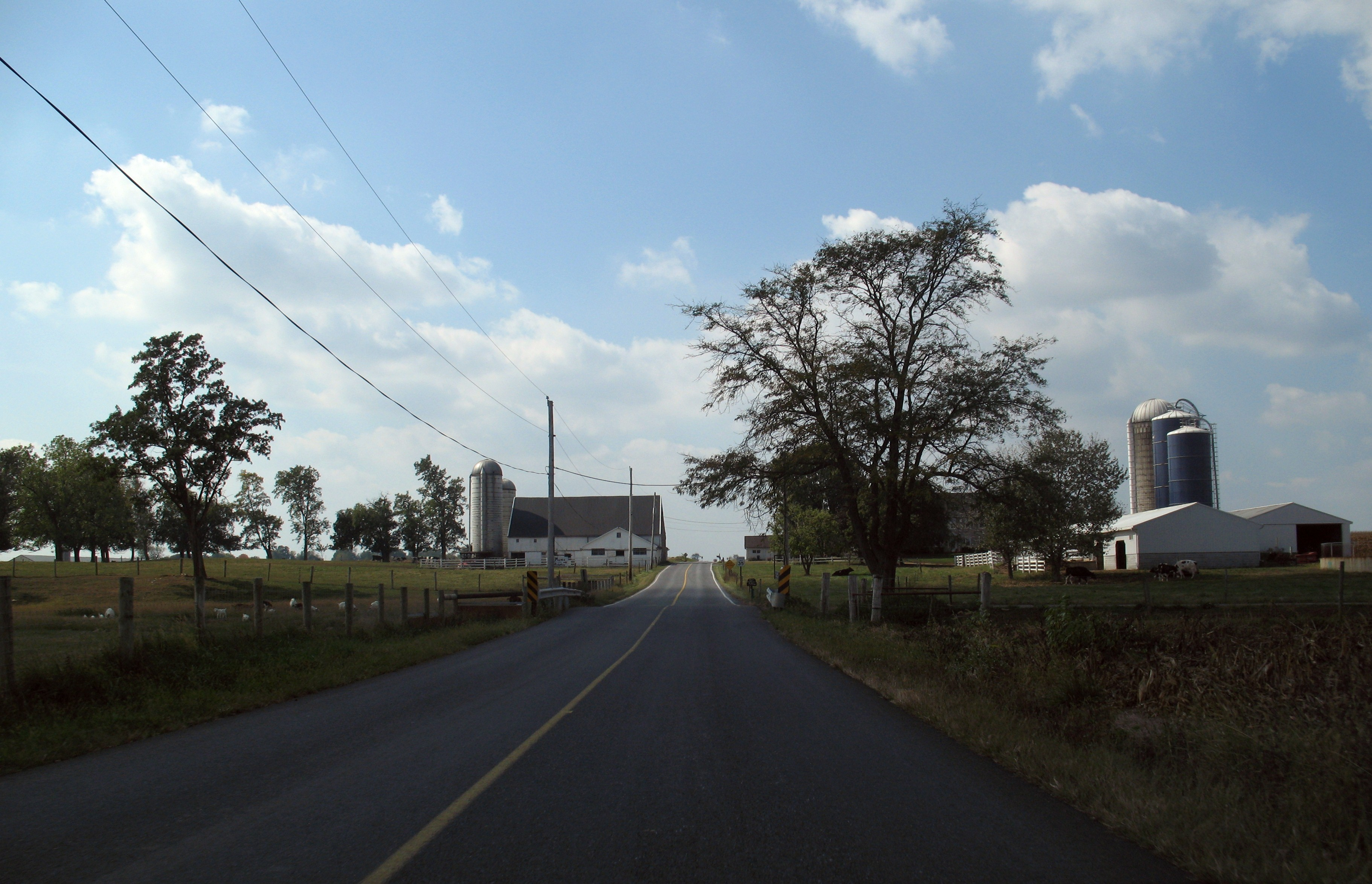
Bauernhof

## Städtepartnerschaft
Eberbach in Baden-Württemberg (Deutschland) ist Partnerstadt von Ephrata wegen der Herkunft des Klostergründers Johann Conrad Beissel.